# Okręty desantowe typu Ouragan
Okręty desantowe typu Ouragan to typ okrętów desantowych-doków marynarki francuskiej, zbudowany w ilości dwóch jednostek, a także nazwa głównego okrętu typu.

## Historia

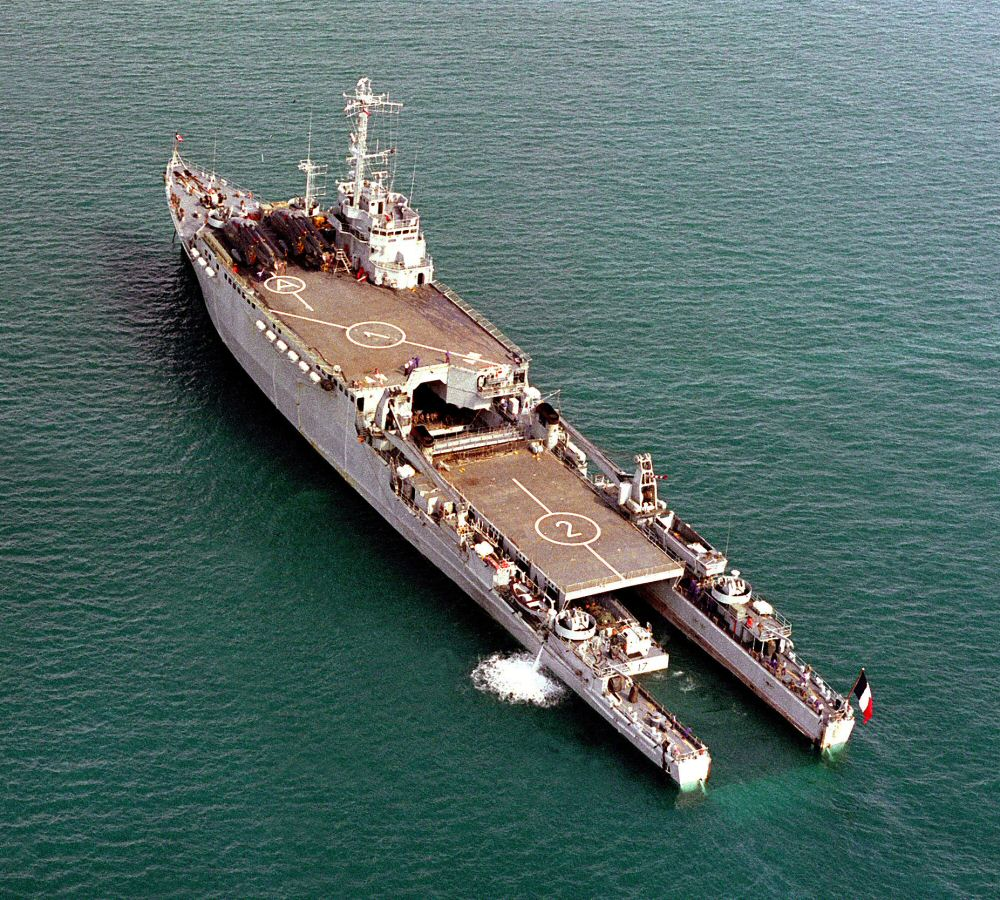
"Ouragan" podczas dokowania barki CTM. Na górnym pokładzie lotniczym stoją zaparkowane śmigłowce. Dobrze widoczna rufowa ruchoma platforma, przesunięta w stronę dziobu.

Okręty desantowe-doki typu Ouragan (fr. huragan) zostały zaprojektowane w celu uzupełnienia i zastąpienia starej jednostki tej klasy "Foudre" amerykańskiej budowy wojennej oraz klasycznych okrętów desantowych. Pierwszy okręt "Ouragan" wszedł do służby w 1965, drugi w 1968, oba zostały zbudowane w stoczni DCN w Breście. We Francji klasa okrętów desantowych-doków (ang. LPD) jest określana skrótem TCD.
| Nazwa (numer)    | Położenie stępki | Wodowanie        | Wejście do służby |
| Ouragan (L 9021) | 20 czerwca 1962  | 9 listopada 1963 | 1 czerwca 1965    |
| Orage (L 9022)   | czerwiec 1966    | 22 kwietnia 1967 | 1 kwietnia 1968   |

Nazwy "Ouragan" i "Orage" (fr. burza) nosiły wcześniej m.in. niszczyciele francuskie z okresu II wojny światowej typu Bourrasque, z tego "Ouragan" przez krótki okres służył w Polskiej Marynarce Wojennej jako OF Ouragan.

## Opis
Zakładana misja bojowa okrętów typu Ouragan polega na przerzuceniu pierwszego rzutu desantu śmigłowcowego w celu oczyszczenia terenu dla desantu sił głównych, a następnie na wysadzeniu sił głównych wyposażonych w sprzęt zmechanizowany, za pomocą barek desantowych. Jeden okręt może transportować 343-370 żołnierzy desantu (470 na mniejsze odległości) oraz sprzęt bojowy, w tym czołgi. Jako jednostki transportowe lub logistyczne, okręty mogą przewozić 1500 ton ładunku.
W środkowej i rufowej części okrętów, na 5/6 długości kadłuba znajduje się wewnętrzny dok, o długości 120 m i szerokości 13,2 m, zamykany opuszczaną furtą rufową. Może on pomieścić do 8 małych barek desantowych CTM lub dwie średnie EDIC albo CDIC lub 1 EDIC i 4 CTM. W razie potrzeby, można w doku umieścić np. okręt patrolowy lub transportować tam pojazdy. W czasie załadunku lub wyładunku barek, dok napełniany jest wodą zaburtową przy pomocy systemu zbiorników balastowych, zwiększających zanurzenie kadłuba. Większość żołnierzy desantu mieści się w pomieszczeniach pomiędzy ścianami doku a burtami.
Nad dokiem, na rufie i śródokręciu są zazwyczaj zainstalowane dwie ruchome platformy, które mogą być przesuwane wzdłuż doku lub demontowane (całkowicie albo częściowo), odkrywając dok na rufie. Służą one jako przestrzeń ładunkowa, a rufowa także jako dodatkowe lądowisko dla śmigłowca. Ruchoma platforma na śródokręciu ma maksymalną długość 90 m, a na rufie 35 m (umieszczona jest nieco wyżej i może się nasuwać nad dolną, odkrywając dok). W załadunku pomagają dwa dźwigi, na każdej z burt, o udźwigu 35 ton. Nad dokiem i ruchomą platformą, w przedniej części śródokręcia znajduje się pokład śmigłowcowy, z jednym lądowiskiem, a na nim nadbudówka dziobowa z mostkiem, przesunięta na prawą burtę w celu ułatwienia operacji lotniczych. Na okrętach mogą stacjonować 4 średnie śmigłowce Super Puma lub 2 ciężkie śmigłowce Super Frelon. Śmigłowce parkowane są w przedniej części pokładu, ze złożonymi łopatami śmigieł.

## Służba

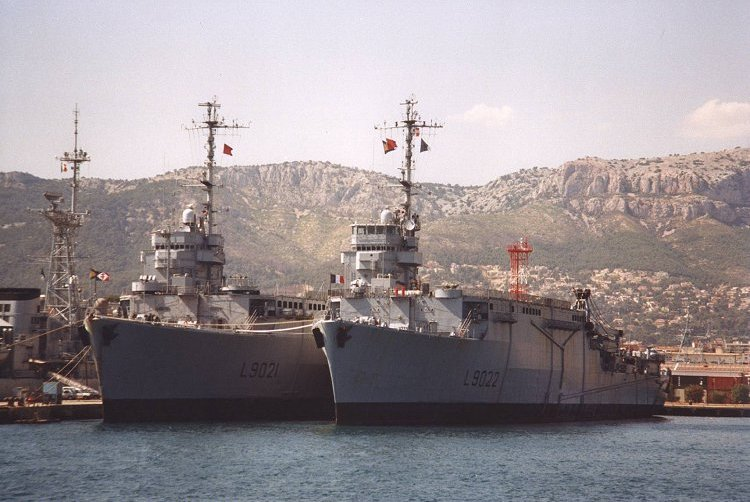
"Ouragan" i "Orage" w Tulonie (od lewej)

Początkowo "Ouragan” bazował w Breście, następnie od września 1976 do lipca 1980 w Tulonie, po czym znowu w Breście. "Orage” bazował początkowo w Breście, następnie odbył 11 kampanii pływania na Pacyfiku w związku z zabezpieczaniem francuskich testów nuklearnych na atolu Mururoa. Od 1977 został włączony do eskadry Atlantyku.
"Ouragan" brał udział m.in. transporcie żołnierzy francuskich podczas wojny koalicji z Irakiem w 1991 (operacja Daguet - przebył wówczas 24000 Mm).
Od września 1993 oba okręty służyły w składzie Morskich Sił Szybkiego Reagowania (Force d'Action Navale), bazując w Tulonie na Morzu Śródziemnym. Brały udział także w operacjach pokojowych w basenie Morza Śródziemnego. W 2003 roku "Orage" ewakuował 535 uchodźców z Liberii (operacja Providence).
W 2006, "Ouragan" a w 2007 r. "Orage" zostały wycofane z francuskiej służby. Prowadzono zaawansowane rozmowy na temat sprzedaży okrętów do Argentyny, ale ostatecznie nie doszło do tego z powodów użycia w konstrukcji okrętów znacznej ilości azbestu. Pozostały one w bazie Tulon, jako przeznaczone do złomowania.

## Wyposażenie elektroniczne

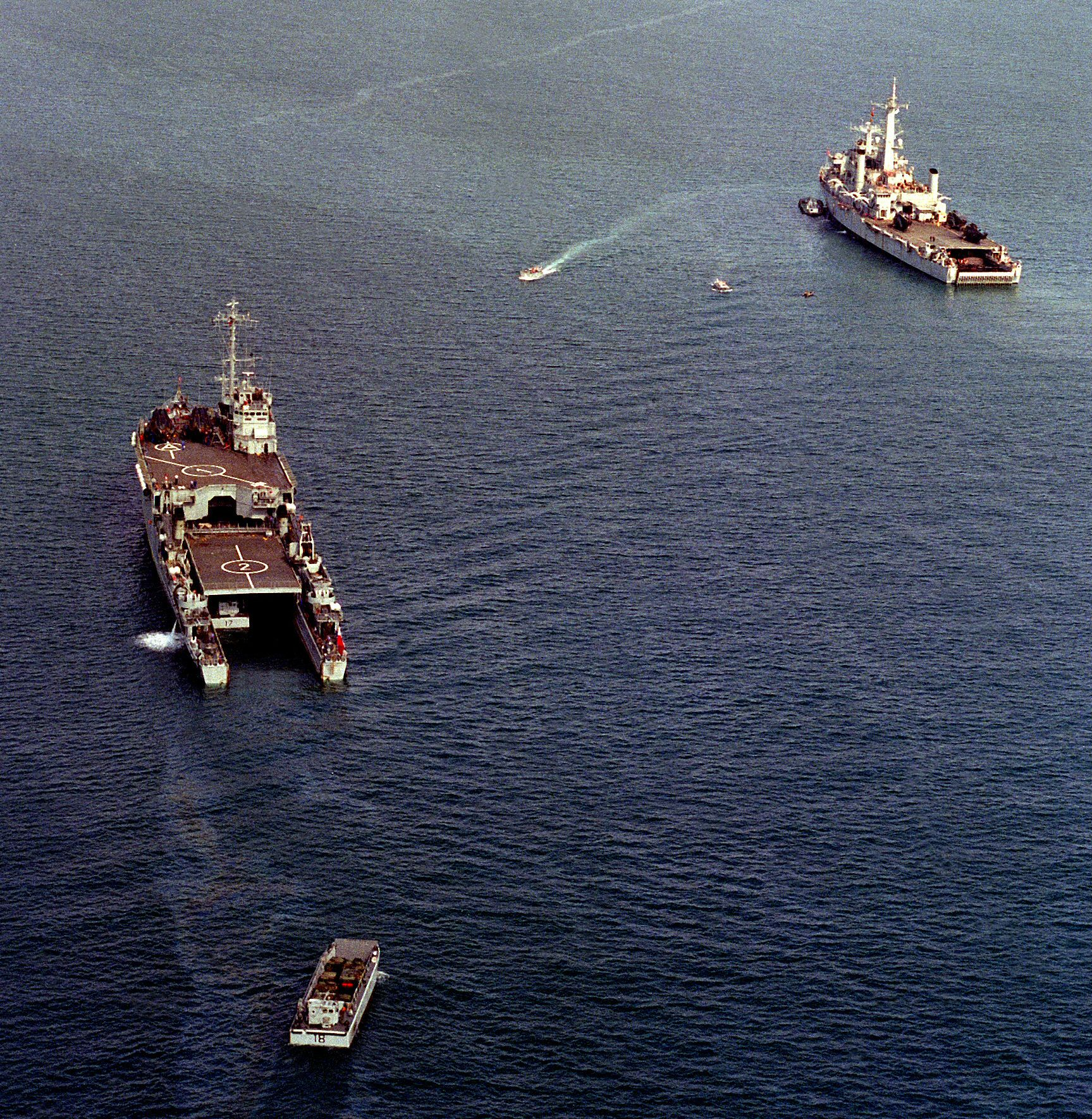
"Ouragan" przyjmujący barkę desantową CTM (po lewej) oraz brytyjski okręt desantowy-dok HMS "Intrepid", 1990

- 2 radary DRBN 34